# 2-Bromopropane
Le 2-Bromopropane, également connu comme le bromure d'isopropyle, est un hydrocarbure bromé de formule brute C3H7Br et de formule semi-développée CH3–CHBr–CH3. Il se présente sous la forme d'un liquide incolore, utilisé principalement pour introduire un groupe fonctionnel isopropyle en synthèse organique.

## Préparation
Le 2-Bromopropane est disponible dans le commerce.
Il peut être obtenu à partir du 2-propanol par réaction avec de l'acide bromhydrique, HBr,. L'addition électrophile du bromure d'hydrogène sur le propène suivant la règle de Markovnikov, seul le 2-bromopropane est obtenu :
Le 2-bromopropane peut être aussi préparé de façon standard comme les autres bromures d'alkyle, c'est-à-dire par réaction de l'isopropanol avec du phosphore et du brome ou avec du tribromure de phosphore, PBr3.
Enfin, le 2-Bromopropane peut être aussi obtenu par une réaction d'Appel sur le 2-propanol avec le tétrabromure de carbone, CBr4 et la triphénylphosphine, PPh3 :

## Usage
L'atome de brome étant en position secondaire, la molécule de 2-Bromopropane peut subir une déshydrohalogénation facilement pour donner du propène, CH2=CH-CH3, qui s'échappe sous forme de gaz. Par conséquent, ce réactif est utilisé en association avec des bases douces, telles que le carbonate de potassium, plutôt qu'avec des bases fortes.

## Sécurité
Les agents alkylants tels que 2-Bromopropane sont souvent cancérigènes.

## Autres données
- Les positions atomiques dans la molécule ainsi que les charges atomiques sont disponibles on line[10].
- La densité vapeur du 2Bromopropane par rapport à l'air (1) est de 4,24[1] à 4,27[4].